# Basaria
Basaria è una suddivisione dell'India, classificata come census town, di 3.966 abitanti, situata nel distretto di Dhanbad, nello stato federato del Jharkhand. In base al numero di abitanti la città rientra nella classe VI (meno di 5.000 persone).

## Geografia fisica
La città è situata a 23° 47' 18 N e 86° 22' 17 E.

## Società

### Evoluzione demografica
Al censimento del 2001 la popolazione di Basaria assommava a 3.966 persone, delle quali 2.103 maschi e 1.863 femmine. I bambini di età inferiore o uguale ai sei anni assommavano a 608, dei quali 300 maschi e 308 femmine. Infine, coloro che erano in grado di saper almeno leggere e scrivere erano 2.082, dei quali 1.430 maschi e 652 femmine.